# U-Darter
O U-Darter (AAM) é um míssil ar-ar, de guiagem infravermelha e curto alcance sul-africano desenvolvido pela Kentron, hoje parte da Denel Aerospace Systems. Entrou em serviço em 1997 e será substituído pelo A-Darter.
A África do Sul sofreu um embargo a compra de armas imposto ao regime Apartheid nas década de 1960 e 70 pela ONU. Com o conflito com Angola, apoiada pelos russos e cubanos, era necessário desenvolver localmente seus próprios equipamentos militares, entre esses, mísseis ar-ar. Por isso, a África do Sul desenvolveu sua própria linha de mísseis a partir de 1969.
O U-Darter (Upgraded Darter) é um míssil de terceira geração com capacidade all-aspect, como o próprio nome indica, é uma versão melhorada do V3-C Darter com processador mais avançado, piloto automático digital, ogiva e motor aperfeiçoados.
O U-Darter foi desenvolvido para equipar os mais avançados caças sul-africanos na época, o Atlas Cheetah.

## Especificações
- Comprimento: 2.930m
- Diâmetro: 160mm
- Envergadura: 660mm
- Guiagem: Infravermelho
- Alcance: 0,3 até 10km